# Deutsches Meisterschaftsrudern 1899
Das 18. Deutsche Meisterschaftsrudern wurde 1899 in Danzig ausgetragen. Wie in den Jahren zuvor wurde nur im Einer der Männer ein Meister ermittelt. Deutscher Meister wurde Paul Schultze-Denhardt vom Berliner Ruder-Club.

## Medaillengewinner
| Bootsklasse | Gold                                 | Silber                       | Bronze                     |
| ----------- | ------------------------------------ | ---------------------------- | -------------------------- |
| Einer       | Paul Schultze-Denhardt (Berliner RC) | Max Sommerfeld (Danziger RV) | Ernst Gossow (Berliner RC) |